# Sisout
Sisout – gaun wikas samiti w środkowej części Nepalu  w strefie Dźanakpur w dystrykcie Sarlahi. Według nepalskiego spisu powszechnego z 2001 roku liczył on 1075 gospodarstw domowych i 6170 mieszkańców (2904 kobiet i 3266 mężczyzn).